# 三溝浩二
三溝 浩二（みつみぞ こうじ、1970年〈昭和45年〉9月17日 - ）は、日本の俳優。埼玉県出身。オフィスMORIMOTO所属。
特技はバーテンダー、パントマイム、野球、サイクリング、マラソン。

## 出演作品

### 映画
- 丘を越えて（2008年）
- コラソン de メロン（2008年）
- 20世紀少年 ＜最終章＞ぼくらの旗（2009年）
- ヒーローショー（2010年）
- アウトレイジ ビヨンド（2012年）
- 華魂 HANA-DAMA 誕生（2014年）
- 鳳神ヤツルギ 木更津超熱戦 燃えあがれヤツルギ魂（2014年5月17日公開、監督：外山政行、ティ・ジョイ） - 鬼丸 / ファンガーク 役[3]
- 百円の恋（2014年）
- 家族ごっこ（2015年）
- 流し屋 鉄平（2015年）
- 日本ローカルヒーロー大決戦（2015年11月14日公開、監督：上倉栄治、ヤツルギ魂） - ファンガーク 役[4]
- 下衆の愛（2016年）
- 土竜の唄 香港狂騒曲（2016年）
- サーチン・フォー・マイ・フューチャー（2016年）
- トマトのしずく（2017年）
- 獣道（2017年）
- アリーキャット（2017年）
- 飢えたライオン（2017年）
- ビジランテ（2017年）
- ギャングース（2018年）
- かぞくへ（2018年）
- 銃（2018年）
- ユウカイ犯（2018年）
- JKエレジー（2019年）
- シュシュシュの娘（2021年） - 小池宗介

### テレビドラマ
- NHK夜の連続ドラマ / トキオ 父への伝言 第14回（2004年9月21日、NHK総合）[5]
- 仮面ライダー電王 第19話（2007年6月3日、テレビ朝日系） - 作業員 役
- 鳳神ヤツルギ（千葉テレビ） - ファンガーク 役
  - シーズン1（2011年4月2日 - 6月18日）[6]
  - ヤツルギ魂（2011年）
  - シーズン2（2012年1月7日 - 3月24日）[7]
  - 超電光スパークルZ（2016年）
  - 絶対帰還カエルーン（2017年）
  - 絶対帰還カエルーン2
  - シーズン3（2012年10月6日 - 2014年3月29日） - 鬼丸 役[8]
- 日曜劇場 / 華和家の四姉妹 最終話（2011年9月18日、TBSテレビ系）[9]
- 水曜ミステリー9 / 鉄道警察官・清村公三郎10（2013年6月12日、テレビ東京系）[10]
- 木曜ドラマ9 ヤメゴク〜ヤクザやめて頂きます〜（2015年、TBSテレビ系）
- ぴったれ!!!（2015年、放送局一覧）
- まかない荘（メ〜テレ）
  - まかない荘（2016年）
  - まかない荘2（2017年）
- 土曜プレミアム / 世にも奇妙な物語（フジテレビ系）
  - 世にも奇妙な物語 春の特別編「通いの軍隊」（2016年）
  - 世にも奇妙な物語 春の特別編「夢男」（2017年）
- ドラマ24 侠飯〜おとこめし〜（2016年、テレビ東京系）
- 日曜ドラマ / レンタル救世主（2016年、日本テレビ系）
- "青の時代"名曲ドラマシリーズ 「モーニング娘。“LOVEマシーン”」（2017年、NHK BSプレミアム）
- 日曜21時枠ドラマ 警視庁いきもの係（2017年、フジテレビ系）
- 連続ドラマW（WOWOW）
  - 監査役 野崎修平（2018年）
  - 盗まれた顔 〜ミアタリ捜査班〜（2019年）
  - 孤独のメス（2019年）
- 木曜劇場（フジテレビ系）
  - 隣の家族は青く見える（2018年） - 成田
  - スキャンダル専門弁護士 QUEEN（2019年）
  - ストロベリーナイト・サーガ（2019年） - 丸山刑事
  - ゴシップ#彼女が知りたい本当の○○ 第9話（2022年3月3日）
- 相棒（テレビ朝日系）
  - season16 最終回（2018年3月14日） - 風間圭三
  - season18 第3話（2019年10月23日） - 沢木大介
- 木ドラ25 / スモーキング（2018年、テレビ東京系）
- ドラマ25 / 宮本から君へ（2018年、テレビ東京系）
- ドラマBiz / ヘッドハンター（2018年、テレビ東京系）
- 月9 絶対零度〜未然犯罪潜入捜査〜（2018年、フジテレビ系）
- 直撃!シンソウ坂上「松山ホステス殺害事件」（2018年、フジテレビ系）
- オトナの土ドラ→土ドラ（フジテレビ系）
  - 結婚相手は抽選で（2018年）
  - リカ〜リバース〜 第1話・第2話（2021年3月20日・27日）
  - 嗤う淑女 第7話（2024年9月7日）[11]
- 遠藤憲一と宮藤官九郎の勉強させていただきます（2018年、WOWOW）
- 土曜ドラマ / ボイス 110緊急指令室 第6話 - 第8話（2019年8月17日・31日・9月7日、日本テレビ系） - 下山 役[12][13][14]
- カンテレドラマらぼ / そして、ユリコは一人になった（2020年3月6日 - 4月24日、関西テレビ） - 半藤周作 役
- NHK大河ドラマ / 麒麟がくる 第28回・第29回（2020年10月18日・25日、NHK） - 人夫頭1 役
- 特捜9 第4シリーズ（2021年、テレビ朝日系） ‐ 工藤正行 役
- 前科者 -新米保護司・阿川佳代-（2021年11月20日 - 、WOWOW） - ユカリの客 役
- ミステリと言う勿れ 最終話（2022年3月28日、フジテレビ系） - 榊原良行 役
- 水曜22時枠 / 全領域異常解決室 第1話・第4話・第5話・第8話・最終話（2024年10月9日・30日・11月6日・27日・12月18日、フジテレビ系）[15] - 劇中テレビ番組MC 役
- 浅草ラスボスおばあちゃん 第4話（2025年7月26日、東海テレビ・フジテレビ） - 所社長 役

### ネット配信
- ネットシネマ・ゴールデンエッグ / オフィスMORIMOTO名作劇場
- 雨が降ると君は優しい 第2話（2017年9月16日、Hulu）
- SICK'S 〜内閣情報調査室特務事項専従係事件簿〜（2018年）
- 全裸監督（2019年）
- MALICE 第7話・最終話（2023年9月14日、U-NEXT） - 裁判長 役

### ショートムービ
- POLA the short movie 母の思い出
- 東龍軒 北（九州）の国から
- 楽天カード たまにはパパと
- 秋サバ、カンパチ、黒マグロ（2015年）